# Tadoba-See
Der Tadoba-See ist ein ganzjährig wasserführendes Gewässer und Wildschutzgebiet im Tadoba-Nationalpark im indischen Bundesstaat Maharashtra im Distrikt Chandrapur. Er ist ein beliebtes Ziel für Vogelbeobachter und Heimat vieler Vogelarten und anderer Wildtiere.
Der Tadoba-Nationalpark bietet Krokodilen einen guten Brutplatz. Neben 195 Arten sind hier auch drei vom Aussterben bedrohte Vogelarten zu finden. Eine Vielzahl von Greifvögeln ist hier zu finden, darunter der Kurzbeinige Schlangenadler, der Graukopffischadler und der Schwarze Adler. Im Sommer versammeln sich alle Tiere am Wasserrand. Das Navegaon-Tor ist der nächstgelegene Eingang zum Tadoba-See, der das Herz des Tadoba Andhari Tiger Reserve (TATR) bildet. Es gibt auch einige andere Kernzonentore, die mit dem See verbunden sind, wie das Moharli-, Kolara- und Khutwanda-Tor, die ebenfalls in die Tadoba-Zone führen, zu der auch der See gehört.